# پرانا بهاگ‌پور
پرانا بهاگ‌پور (به انگلیسی: Porana Bhagpur) یک شهر در پاکستان است که در اسلام‌آباد واقع شده‌است. پرانا بهاگ‌پور ۴۳۵ متر بالاتر از سطح دریا واقع شده‌است.